# Георги Йошев
Георги Йошев е български дипломат в Руското консулство в Битоля.

## Биография
Роден е в село Сеславци, Област София. В периода 1845 – 1852 г. учи в Белград. По-късно е назначен на служба в Руското консулство в Битоля.